# Angelo Andres
Angelo Andres (né le 21 mars 1851 et mort le 16 juillet 1934) est un zoologiste italien.

## Biographie
Il est l’auteur de plusieurs publications sur les anémones de mer.
Un genre et trois espèces sont nommés en l'honneur d'Angelo Andres :
- Andresia Stephenson, 1922
- Edwardsia andresi Danielssen, 1890
- Bothriocephalus andresi Porta, 1911
- Halcampa andresii Haddon, 1885

## Source
- (en) Bemon